# Idenshausen

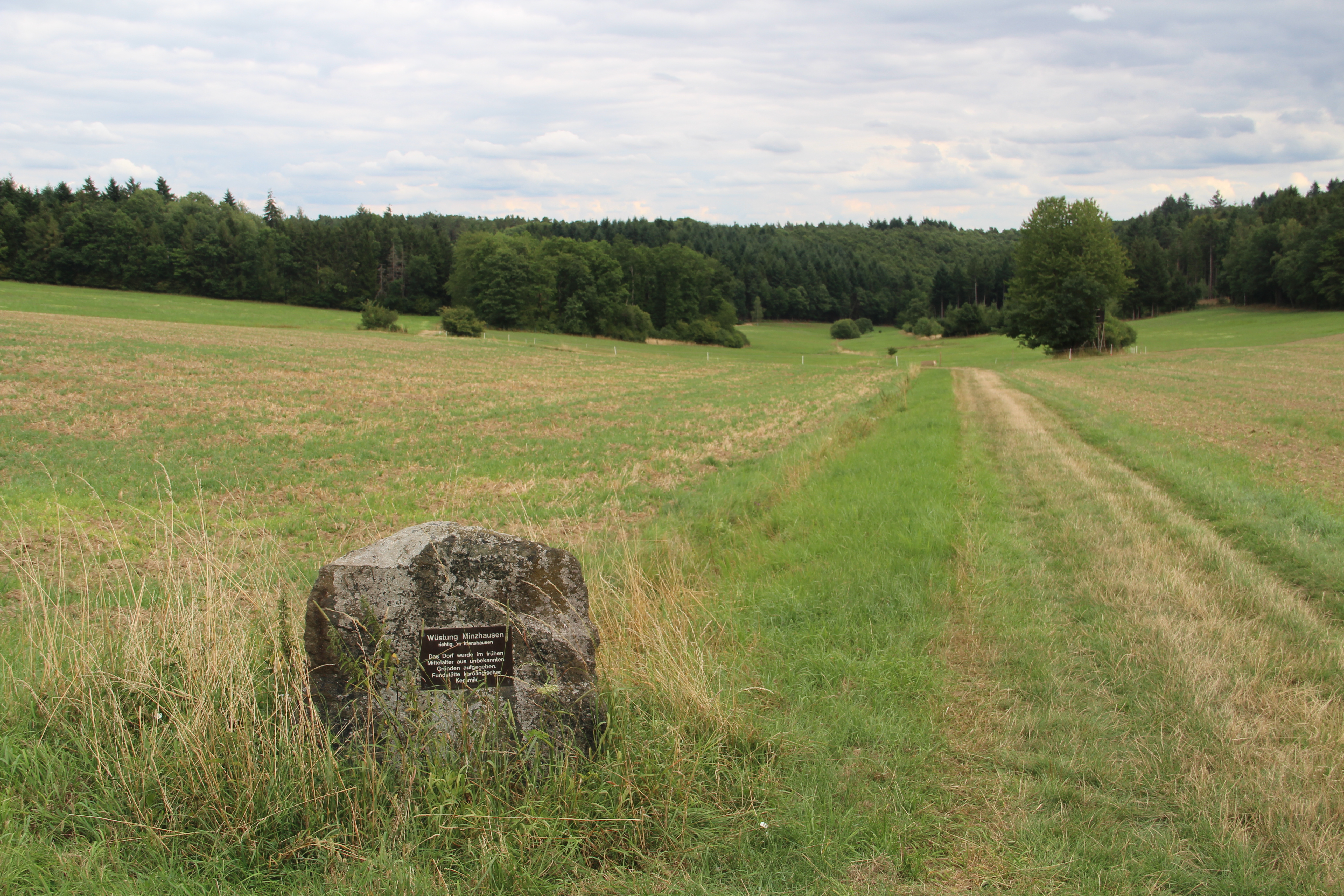
Gedenkstein

Idenshausen ist eine Wüstung im Hessischen Hinterland zwischen Gladenbach und Rachelshausen im mittelhessischen Landkreis Marburg-Biedenkopf nahe der Quelle des Kehlnbachs. Der heutige Flurname ist Auf dem Idenshausen.